# Borba (gazeta)
Borba (cyr. Борба) – dziennik centralny Komunistycznej Partii Jugosławii, następnie Związku Komunistów Jugosławii.

## Historia
Dziennik założony w 1922 w Zagrzebiu. W 1929 został zdelegalizowany. Ukazywał się na terenach pod kontrolą Narodowej Armii Wyzwolenia Jugosławii (1941–1943). Po wyzwoleniu reaktywowano jego edycję w Belgradzie (1944–), od 1948 jednocześnie w Zagrzebiu. W 2008 gazeta została sprywatyzowana, а rok później zlikwidowana.

## Redaktorzy naczelni
- Zlatko Šnajder
- Vladimir Čopić
- Ivan Krndelj
- Ognjen Prica
- Josip Kraš
- Veselin Masleša
- Marijan Stilinović
- Puniša Perović
- Veljko Vlahović
- Vlajko Begović
- Lazar Mojsov
- Moma Marković
- Vladimir Dedijer
- Zivorad Djordjević
- Olivera Zekić

## Siedziba
Redakcja mieściła się w Zagrzebiu (1922–1929), Užicach (1941), Driniciu (1942–1943), Priluce (1943) i Belgradzie (1944–2009) przy trg Nikole Pašića 7 (1996).